# نیکولاس موری باتلر
نیکولاس موری باتلر (انگلیسی: Nicholas Murray Butler؛ زاده ۲ آوریل ۱۸۶۲ درگذشته) یک فیلسوف، دیپلمات و معلم آمریکایی بود. باتلر رئیس دانشگاه کلمبیا و موقوفه کارنگی برای صلح بین‌الملل و از دریافت کنندگان جایزه صلح نوبل بود. با کوشش او رشته علوم تربیتی برای اولین بار به عنوان یک رشته علمی و دانشگاهی در سال ۱۸۸۰ تأسیس شد و در دانشگاه کلمبیا ارائه گردید.